# Néstor Cerpa Cartolini
Néstor Cerpa Cartolini (* 14. August 1953 in Lima; † 22. April 1997 ebenda) war Mitbegründer und später Kommandant des Movimiento Revolucionario Túpac Amaru (MRTA) in Peru. Sein Spitzname war „Evaristo“.
Cerpa wurde in La Victoria, einem Arbeiterstadtteil von Lima, geboren. Als Gewerkschaftsführer war er  an der Besetzung und Übernahme der Cromotex Textilfabrik durch deren Arbeiter im Dezember 1978 beteiligt. Die Besetzung wurde durch das Militär im Februar 1979 blutig beendet, wobei fünf Arbeiter erschossen wurden und ein Polizist ums Leben kam. Als Anführer der Überlebenden organisierte Cerpa einen sit-in im Communications-Office der Vereinten Nationen in Lima.
Nach der gewaltsamen Niederschlagung der Werksbesetzung radikalisierte sich Cerpa zunehmend. Er gehörte 1984 zu den Gründern der MRTA und war in den 1980er Jahren an zahlreichen gewaltsamen Aktionen beteiligt. Am 17. Dezember 1996 besetzte er mit 13 weiteren Genossen der MRTA die Japanische Botschaft in Lima, um MRTA-Kämpfer aus den Gefängnissen freizupressen und soziale Verbesserungen für die ländliche Bevölkerung Perus zu erzwingen. Am 22. April 1997 stürmte das peruanische Militär, unterstützt durch Logistik der US-amerikanischen Delta Force, des britischen SAS und israelische Strategen die Botschaft und erschoss alle MRTA-Kämpfer, darunter Néstor Cerpa Cartolini. Bei der Befreiungsaktion wurden auch zwei Soldaten getötet, eine verletzte Geisel starb an einem Herzinfarkt.